# Aziorny (obwód homelski)
Aziorny (biał. Азёрны; ros. Озёрный, Oziornyj) – agromiasteczko na Białorusi, w obwodzie homelskim, w rejonie żytkowickim, w sielsowiecie Jurkiewicze.
Aziorny otoczony jest przez duże stawy rybne.

## Historia
Miejscowość powstała w czasach sowieckich. Od 1991 położony jest w niepodległej Białorusi.